# Geomancia

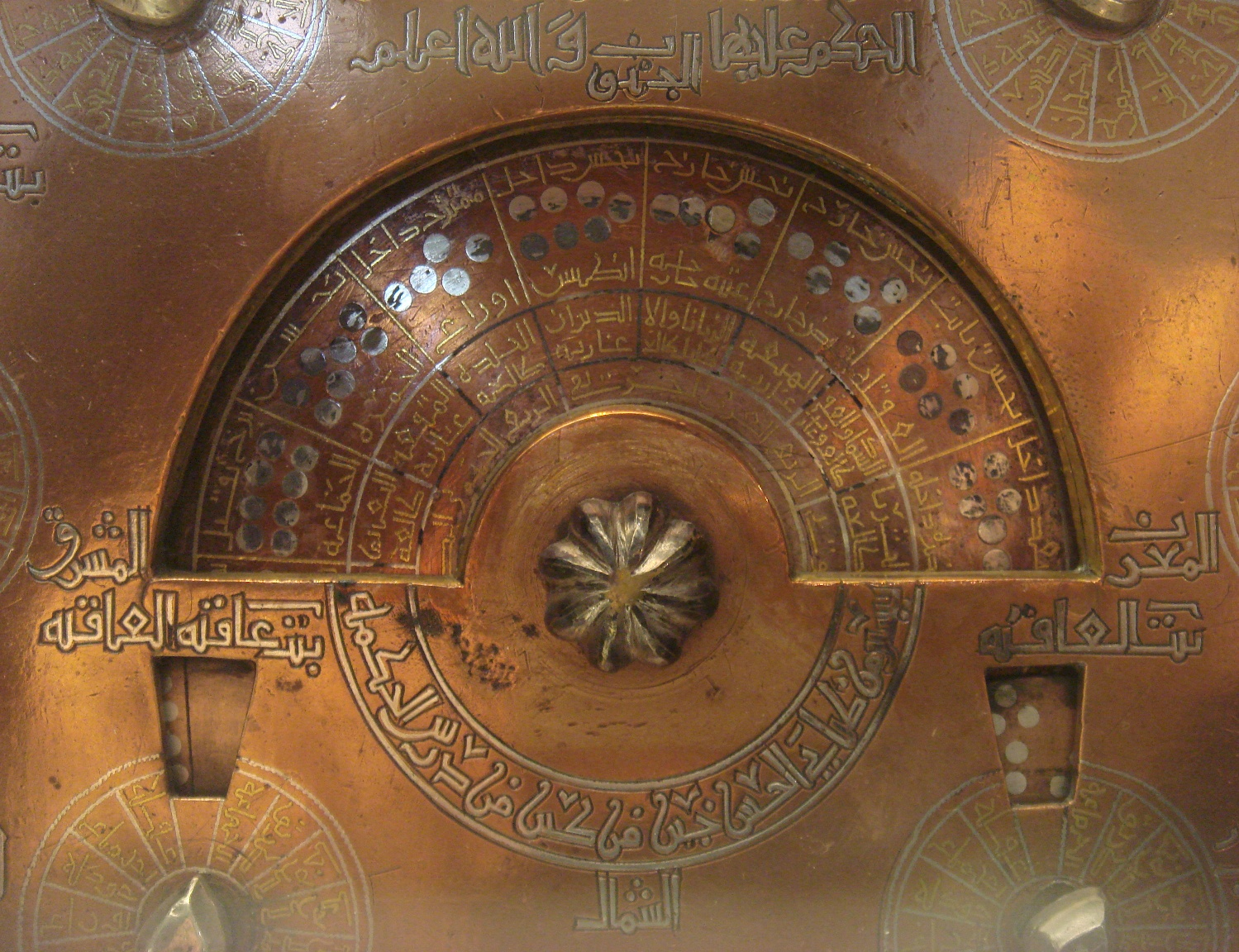
Detalle de un instrumento geomántico. Egipto o Siria. 1241-1242 d. C. Muhammad ibn Khutlukh al Mawsuli. Museo Británico.

Figuras geométricas utilizadas en la geomancia

La geomancia (en griego, γεωμαντεία, geomanteia, ‘adivinación [por] tierra’) es un método de adivinación que interpreta marcas en el suelo o cualquier patrón que se forme al arrojar un puñado de piedras, arena o tierra. El tipo más frecuente de geomancia adivinatoria implica la interpretación de una serie de 16 figuras formadas por un proceso aleatorio, a menudo aumentado con las interpretaciones astrológicas.
Sus seguidores creen en la existencia de una «energía vital» y consideran que poseen la capacidad de interpretar el fluir de esa energía, que sería diferente en cada lugar determinado.

## Historia
Durante la Edad Media y el Renacimiento, la geomancia era una de las formas más populares de adivinación en África y Europa.
Era practicada por personas de todas las clases sociales.
En la magia renacentista, la geomancia se clasificaba como una de las «siete artes prohibidas» junto a:
- La nigromancia (adivinación mediante la invocación a las personas muertas).
- La hidromancia (adivinación mediante el agua).
- La aeromancia (adivinación mediante el aire).
- La piromancia (la adivinación mediante el fuego).
- La quiromancia (la adivinación mediante la lectura de las líneas de la mano) y
- La espatulamancia, escapulimancia u osteomancia (la adivinación mediante huesos).

En esa época se publicaron muchos tratados acerca de la geomancia.
En el siglo XVII, con el desarrollo del positivismo y la Ilustración, la mayoría de las supersticiones y tradiciones ocultistas decayeron en popularidad.
Hubo un renacer de la geomancia a partir de finales del siglo XIX, a través de los clubes ocultistas en Inglaterra y Estados Unidos. El escritor esotérico John Michael Greer (1962-) y otros han publicado libros acerca de la práctica geomántica. LO

## Práctica

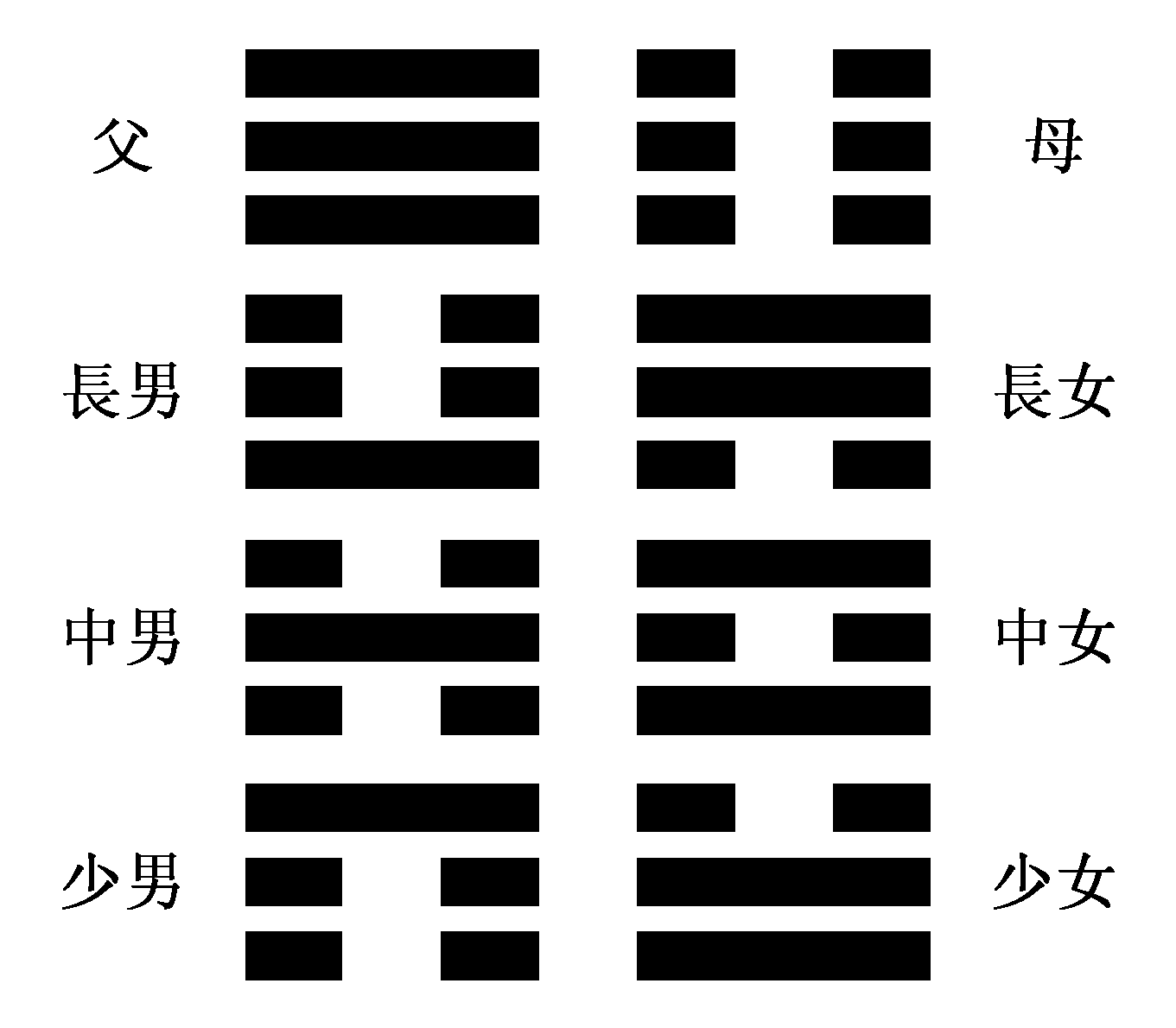
Los ocho trigramas del símbolo bagua.

Su práctica se realiza con un ejercicio de meditación, mientras el geomante camina en estado contemplativo.
También se utiliza un péndulo suspendido del extremo de una varilla en forma de L con los extremos redondeados. En determinadas circunstancias también se recurre al bagua y al texto chino I Ching.
Algunos seguidores de la geomancia utilizan equipos electrónicos ―para medir la radioactividad, la ionización, la intensidad del campo magnético terrestre, análisis bioquímico del suelo― porque consideran que determinan las «condiciones energéticas» del lugar.